# Captieux
Captieux település Franciaországban, Gironde megyében. Lakosainak száma 1382 fő (2022. január 1.). Captieux Bernos-Beaulac, Escaudes, Giscos, Lucmau, Bourriot-Bergonce, Lencouacq, Retjons és Maillas községekkel határos.

## Népesség
A település népességének változása:
| Lakosok száma | 1646 | 1742 | 1707 | 1412 | 1289 | 1268 | 1281 | 1358 | 1344 | 1382 |
|               | 1968 | 1982 | 1990 | 2006 | 2013 | 2015 | 2017 | 2019 | 2020 | 2022 |